# XanGo LLC
XanGo, LLC war ein privates, international agierendes Unternehmen mit Sitz in Utah, USA. Es war das erste Unternehmen, das ein Fruchtgetränk aus der Mangostanfrucht herstellte und vertrieb. Die Firma war ein Phantasiename und leitete sich von Xanthon und Mangostan ab. Das Unternehmen wurde 2017 Zija International übernommen.

## Produkte
„XanGo-Saft“ ist das Fruchtsaftkonzentrat, das aus der Mangostanfrucht (Mit der Schale, worin 40 von 43 Xanthone enthalten sind) hergestellt wird, die im südostasiatischen Raum wächst. Das Unternehmen wirbt damit, dass durch eine spezielle Rezeptur eine konzentrierte Menge Xanthone im Saft enthalten seien. Xanthone sollen eine gesundheitliche Wirkung, unter anderem als Radikalfänger gegen freie Radikale haben.

## Produktion und Vertrieb
Die Mangostanfrucht wird in ihren Anbauländern geerntet und in die USA gebracht, wo die eigentliche Produktions- und Abfüllstätte ist. Dort wird der Saft über den Direktvertrieb verkauft. Seit Mitte 2007 wird das Produkt auch nach Kanada, Australien, Deutschland, Hong Kong, Japan, Malaysia, Mexiko, Philippinen, Singapur, Schweden, dem Vereinigten Königreich, Schweiz, Italien, Portugal, Spanien, Russland, Frankreich, Österreich, Holland (Stand Nov. 2009 30 Länder weltweit) exportiert.
Der Vertrieb der Produkte erfolgt im Multi-Level-Marketing (auch Network-Marketing genannt).

## Sonstiges
Seit 2006 war XanGo LLC Sponsor der Real Salt Lake, einer US-amerikanischen Fußballmannschaft.
XanGo unterstützte etliche Hilfsprogramme und Förderungsproojekte mit 7 % des Gewinns des Unternehmens.
Folgende Partnerschaften wurden unter anderem unterstützt: SOS-Kinderdorf, Children’s Wish Foundation of Canada, The Tuloy Foundation, Operation Smile, Best Buddies, National McGruff House Network, National Ability Center (NAC), Drew Brees Dream Foundation, Children’s Organ Transplant Association (COTA), Steve Young Forever Young Foundation, AmeriCares, Children Charity Association, Vitamin Angels, University of Utah Global Health Alliance.

## Kritik
Der Saft steht in der Kritik seiner gesundheitlichen Wirkung. Das Unternehmen warb unter anderem mit der Krebs heilenden Wirkung, womit gemeint ist, dass ein regelmäßiger Konsum des Saftes die Wahrscheinlichkeit eines Ausbruchs einer Krebskrankheit verringere. Das Unternehmen bezieht sich dabei u. a. auf Veröffentlichungen von In-vitro-Studien der Mangostan-Frucht (Englisch: Mangosteen), bspw. veröffentlicht im amerikanischen Online-Portal der U.S. National Library of Medicine and the National Institutes of Health, sowie auf eine im Aug. 2009 veröffentlichte Doppelblindstudie zur Mangostan-Frucht. Die American Cancer Society verweist darauf, dass es bis zum Jahr 2008 keinerlei wissenschaftliche Untersuchungen mit Patienten gegeben hat, sondern lediglich In-vitro-Laboruntersuchungen, u. a. an Akne-verursachenden Bakterien, sowie eine Untersuchung an Ratten.
Jedoch wurde in einer im August 2009 veröffentlichten, placebo-kontrollierten Doppelblindstudie die Wirkung von Mangostan in Form einer flüssigen Nahrungsergänzung auf die menschliche Immunfunktion untersucht. Mit dem Resultat, dass die Aufnahme eines mangostanhaltigen Produktes signifikant eine deutlich verbesserte immunologische Abwehrreaktion der Probanden verursacht.
Da sich das Unternehmen auf keine wissenschaftlichen Studien zum eigenen Produkt stützen kann, gilt die Wirkung bzw. der Wirkungsgrad des Getränkes XanGo selbst bisher noch als wissenschaftlich umstritten.
Als Konservierungsmittel ist z. B. – nach der Inhaltsangabe der XanGo-Flasche – Natriumbenzoat (E 211) enthalten.